# Angliai Johanna skót királyné
Angliai Johanna (Londoni Tower, 1321. július 5. – 1362. szeptember 7.) II. Eduárd angol király és Franciaországi Izabella angol királyné negyedik gyermeke és második leánya.
Két bátyja (a későbbi III. Eduárd angol király és János cornwalli gróf) és egy nővére (Eleonóra) volt.
Apai nagyszülei: I. Eduárd angol király és Kasztíliai Eleonóra angol királyné
Anyai nagyszülei: IV. Fülöp francia király és I. Johanna navarrai királynő
A northampton-i megállapodás értelmében, 1328. július 17-én a 7 éves Johanna Berwick-upon-Tweed-ben nőül ment a csupán négy esztendős Dávid herceghez, Skócia trónörököséhez. Johanna apósa, I. Róbert skót király 1329. június 7-én meghalt, így a fiatalasszonyból mindössze 8 évesen királyné lett. 1331 novemberében, Scone falujában koronázták őt és férjét Skócia uralkodóivá. Házassága II. Dáviddal 34 évig tartott, ám gyermekük nem született, állítólag azért, mert a sok év alatt sem tudtak egymásba szeretni.
1333 júliusában a 12 éves királyné és hitvese, a Skóciában lezajlott halidon hill-i ütközet után, kénytelen volt a franciaországi Boulogne városába menekülni. (A csatát pont Johanna bátyja, III. Eduárd angol király robbantotta ki, aki a trónkövetelő Edward Balliol oldalára állt, és Skócia koronájára fájt a foga.)
A királyi pár 1334 májusában biztonságban és épségben megérkezett Franciaországba, ahol a francia király, Johanna rokona, VI. Fülöp vendégszeretően fogadta őket, s kényelmes otthont biztosított számukra. 
1339 októberében II. Dávid, Vironfosse-nél jelen volt az angol és a francia hadseregek békés találkozóján, ami szerencsére egyetlen kardcsapás nélkül ért véget.
Végül 1341 júniusában Johanna és férje visszatérhetett Skóciába, a király pedig újra magához ragadta elvesztett hatalmát, ám megtartani sajnos nem sokáig tudta. 1346. október 17-én, a neville's cross-i csata után III. Eduárd király elfogatta sógorát, és a londoni Towerba záratta, 11 évre, Johannának azonban megengedte, hogy néhányszor meglátogassa a férjét.
Dávid 1357-ben szabadult ki a várfogságból, ám Johanna úgy döntött, hátralévő életét Angliában tölti. (Eduárd nyilván azért tartotta ennyi évig bezárva sógorát, hogy ne születhessen örököse, s így majd ő lehessen Skócia következő királya, ha Dávid előbb hal meg, mint ő.)
Johanna anyja, Izabella 1358. augusztus 22-én halt meg. Mivel mindig is kötődtek egymáshoz, lánya szeretettel, odaadóan ápolta őt utolsó napjaiban.
Johanna négy évvel később, 1362. szeptember 7-én, 41 évesen hunyt el, az angliai Hertfordshire megyében, Hertford Kastélyában. A londoni Grey Friars templomban helyezték őt végső nyugalomra.
Özvegye, II. Dávid 1364. február 20-án, a skóciai Inchmurdach falucskájában (Fife megye) újranősült, ezúttal a 23 éves, özvegy Margaret Drummond lett a felesége, akinek első férjétől már volt egy fia, John. Gyermekük nem született, s 1370-ben, Dávid kezdeményezésére hivatalosan el is váltak. (A király azzal indokolta döntését, hogy Margaret nem szült neki örököst. Nyilván ismét házasodni akart, hogy trónörököst nemzzen, de az új frigyre már nem került sor, mivel Dávid 1371. február 22-én, 46 éves korában meghalt.)
Valószínű, hogy Dávid volt terméketlen mindkét házasságában. Margaret nem volt hajlandó beletörődni férje elhatározásába, ezért még a dél-franciaországi Avignon városába is elutazott, hogy meggyőzze V. Orbán pápát, ne engedélyezze Dávidnak a házasságuk érvényteleníttetését. (A válást Skóciában addigra már hivatalosan is kimondták, a Szentatya áldása csupán egy formaság lett volna.)
Margaret Drummond túlélte volt férjét, s többé már nem is ment férjhez. Halála pontos dátumát sajnos nem ismerjük, de valószínű, hogy 1375. január 31-én hunyt el, körülbelül 34 éves korában.